# Мінаєв Олександр Олексійович
Олександр Олексійович Мінаєв (рос. Александр Алексеевич Минаев, 11 серпня 1954, Желєзнодорожний — 6 грудня 2018, Москва) — радянський футболіст, що грав на позиції півзахисника за клуби «Спартак» (Москва) та «Динамо» (Москва), а також олімпійську і національну збірні СРСР.

## Клубна кар'єра
У дорослому футболі дебютував 1972 року виступами за команду клубу «Спартак» (Москва), в якій провів три сезони, взявши участь у 92 матчах чемпіонату. Більшість часу, проведеного у складі московського «Спартака», був основним гравцем команди.
1976 року перейшов до московського «Динамо», за яке відіграв 8 сезонів. Граючи у складі московського «Динамо» також здебільшого виходив на поле в основному складі команди. Завершив кар'єру футболіста виступами за «Динамо» (Москва) у 1984 році.

## Виступи за збірну
У складі Олімпійської збірної СРСР був учасником футбольного турніру на Олімпіаді-1976 у Монреалі, де радянська команда здобула бронзові медалі.
1976 року дебютував в офіційних матчах у складі національної збірної СРСР. Протягом кар'єри у національній команді, яка тривала 4 роки, провів у її формі 22 матчі, забивши 4 голи.

## Досягнення
- Чемпіон СРСР (1): 1976 (весна)
- Володар Кубка СРСР (1): 1977
- Бронзовий олімпійський призер: 1976
- Включений до Списку 33 найкращих футболістів сезону в СРСР (4): № 1 (1976), № 2 (1975, 1977), № 3 (1974)

## Особисте життя
Був одружений, мав двох доньок. До одруження, на початку 1980-х років перебував у тривалих відносинах з відомою радянською актрисою театру і кіно Наталією Гундаревою.
Помер 6 грудня 2018 року на 65-му році життя у Москві.